# 전재홍
전재홍(1981년 9월 6일 ~ )은 대한민국의 배우이다.

## 학력
- 서울예술대학 연극과 전문학사

## 경력
- 2013년 대학로 공연 문화 지킴이 행복한 배우 홍보대사

## 출연

### 방송

#### 드라마
- 2018년 IHQ DRAMA / 매일방송 《마성의 기쁨》 - 노영호 역
- 2019년 넷플릭스 《킹덤》
- 2019년 SBS 《녹두꽃》
- 2020년 넷플릭스 《킹덤 2》
- 2021년 SBS 《원 더 우먼》
- 2022년 SBS 《왜 오수재인가》 - 한기택 역
- 2022년 MBC 《빅마우스》
- 2023년 쿠팡플레이 《미끼》 - 박 사장 역
- 2024년 JTBC 《비밀은 없어》 - 최내정 역

### 영화
- 2021년 《강릉》 - 강력반 김동균 역

### 공연

#### 연극
- 2013년 《키사라기 미키짱》 - 이에모토 역 (2012.11.29~2013.02.24)
- 2013년 《키사라기 미키짱》 - 이에모토 역 (2013.04.05~2013.04.14)
- 2014년 《나는 너다》 - 지킴이 역 (2014.11.27~2015.01.31)
- 2017년 《아틀란티스》 - 벤 맥코이 역 (2017.06.20~2017.07.02)

#### 뮤지컬
- 2005년 《그리스》 - 앙상블 역 (2005.06.01~2005.08.07)
- 2005년 《그리스》 - 케니키 역 (2005.10.01~2006.01.01)
- 2006년 《지킬 앤드 하이드》 - 스파이더 역 (2006.01.25~2006.02.04)
- 2006년 《지킬 앤드 하이드》 - 스파이더 역 (2006.02.10~2006.02.19)
- 2006년 《지킬 앤드 하이드》 - 스파이더 역 (2006.06.24~2006.08.15)
- 2006년 《그리스》 - 로저 역 (2006.08.24~2006.09.09)
- 2006년 《그리스》 - 앙상블 역 (2006.11.17~2006.12.25)
- 2006년 《그리스》 - 케니키 역 (2006.12.30~2007.03.04)
- 2007년 《스위니 토드》 (2007.09.15~2007.10.18)
- 2007년 《그리스》 - 케니키 역 (2007.12.15~2008.02.17)
- 2008년 《위대한 캣츠비 3》 - 하운드 역 (2008.04.08~2008.12.31)
- 2008년 《위대한 캣츠비》 - 하운드 역 (2008.05.08~2008.05.14)
- 2008년 《위대한 캣츠비》 - 하운드 역 (2008.06.06~2008.06.08)
- 2008년 《위대한 캣츠비》 - 하운드 역 (2008.12.19~2008.12.21)
- 2009년 《마이 스케어리 걸》 - 이성식 역 (2009.03.06~2009.05.17)
- 2009년 《마이 스케어리 걸》 - 이성식 역 (2009.05.30~2009.07.19)
- 2009년 《어쌔신》 - 사격장의 주인 역 (2009.09.26~2009.11.08)
- 2009년 《아이 러브 유》 - 남자 1 역 (2009.12.04~2010.07.04)
- 2011년 《위대한 캣츠비》 - 하운두 역 (2011.03.04~2011.04.17)
- 2011년 《알라딘》 - 마법사 역 (2011.04.28~2011.05.05)
- 2011년 《겨울연가》 - 상혁 역 (2011.09.27~2012.03.18)
- 2012년 《울지마 톤즈》 - 이태석 신부 역 (2012.05.03~2012.07.15)
- 2012년 《울지마 톤즈》 - 이태석 신부 역 (2012.07.21~2012.07.22)
- 2012년 《천상시계》 - 장영실 역 (2012.09.05~2012.10.01)
- 2012년 《울지마 톤즈》 - 이태석 신부 역 (2012.11.03~2012.11.04)
- 2013년 《브로드웨이 42번가》 - 빌리 로러 역 (2013.05.11~2013.06.30)
- 2013년 《춘우》 (2013.06.03~2013.06.04)
- 2013년 《브로드웨이 42번가》 - 빌리 로러 역 (2013.07.09~2013.07.28)
- 2013년 《브로드웨이 42번가》 - 빌리 로러 역 (2013.08.30~2013.09.01)
- 2013년 《브로드웨이 42번가》 - 빌리 로러 역 (2013.10.03~2013.10.06)
- 2013년 《브로드웨이 42번가》 - 빌리 로러 역 (2013.10.11~2013.10.12)
- 2013년 《브로드웨이 42번가》 - 빌리 로러 역 (2013.10.19~2013.10.27)
- 2013년 《덕혜옹주》 - 소다케유키 역 (2013.12.20~2013.12.29)
- 2014년 《파이브 코스 러브》 (2014.04.01~2014.06.29)
- 2014년 《브로드웨이 42번가》 - 빌리 로러 역 (2014.07.08~2014.08.31)
- 2014년 《브로드웨이 42번가》 - 빌리 로러 역 (2014.09.12~2014.09.14)
- 2014년 《브로드웨이 42번가》 - 빌리 로러 역 (2014.09.26~2014.09.28)
- 2014년 《브로드웨이 42번가》 - 빌리 로러 역 (2014.10.24~2014.10.26)
- 2014년 《브로드웨이 42번가》 - 빌리 로러 역 (2014.10.31~2014.11.02)
- 2014년 《천년혼》 - 무덕 역 (2014.11.05~2014.11.06)
- 2014년 《브로드웨이 42번가》 - 빌리 로러 역 (2014.11.08~2014.11.09)
- 2014년 《브로드웨이 42번가》 - 빌리 로러 역 (2014.11.15~2014.11.16)
- 2015년 《쓰루 더 도어》 - 카일 왕자 역 (2015.03.13~2015.06.07)
- 2015년 《너에게 빛의 속도로 간다》 - 이승엽 역 (2015.06.26~2015.08.16)
- 2015년 《총각네 야채가게》 - 민석 역 (2015.11.13~2015.12.31)
- 2016년 《글로컬 뮤지컬 라이브 쇼케이스》 (2016.01.30~2016.02.03)
- 2016년 《캣 조르바》 - 조르바 역 (2016.04.09~2016.05.29)
- 2016년 《사랑은 비를 타고》 - 동현 역 (2016.04.15~2017.08.27)
- 2016년 《타이틀 오브 쇼》 - 제프 역 (2016.05.09~2016.05.22)
- 2016년 《총각네 야채가게》 - 민석 역 (2016.11.19~2016.12.31)
- 2017년 《경성특사》 - 주광수 역 (2017.01.07~2017.02.05)
- 2017년 《브로드웨이 42번가》 - 빌리 로러 역 (2017.08.05~2017.10.08)
- 2017년 《브로드웨이 42번가》 - 빌리 로러 역 (2017.10.21~2017.10.22)
- 2017년 《브로드웨이 42번가》 - 빌리 로러 역 (2017.10.28~2017.10.30)
- 2017년 《타이타닉》 - 에드가 빈 역 (2017.11.08~2018.02.11)
- 2017년 《브로드웨이 42번가》 - 빌리 로러 역 (2017.11.17~2017.11.19)
- 2017년 《브로드웨이 42번가》 - 빌리 로러 역 (2017.12.01~2017.12.03)

#### 콘서트
- 2008년 《피버 나잇》 (2008.10.13)
- 2018년 《아무도 모르는 이야기》 - 출연자 (2018.03.08)

## 음반

### 참여

#### 피처링
- 2014년 《춘우 OST》
  - 〈노리개 (Feat. 전재홍 & 난아)〉
  - 〈세번의 인연 (Feat. 전재홍 & 난아 & 박혜미)〉
  - 〈춘우 (Musical Ver.) (Feat. 전재홍)〉

## 가족 관계
- 아버지 : 전국환 (1952년 7월 21일 ~ )